# Тоба-маской
Тоба-маской (Cabanatit, Enenxet, Machicui, Quilyilhrayrom, Toba-Maskoy, Toba of Paraguay) - находящийся под угрозой исчезновения индейский язык, на котором говорят в муниципалитетах Касанильо-Альдеа-Кампо-Райо, Касанильо-Альдеа-Капьята, Касанильо-Альдеа-Касанильо, Касанильо-Кампо-Арома, Касанильо-Сан-Рафаэль, Посо-Амарильо, Эстансия-Лагуна-Пора департамента Пресиденте-Аес; в муниципалитетах Бокерон-Куэ, Кастильо, Ливио-Фаринья-Пуэблито, Мария-Аухильдора-Км 40, Риачо-Москито, Сан-Исидро-Км 39 департамента Альто-Парагвай в Парагвае. Отличается от языков тоба-ком, тоба-пилага и маской-пиджин. В школах и церквях используется парагвайский гуарани, а многие мужчины являются двуязычными в испанском языке.